# Система автоматического сбора пошлины
Система автоматического сбора пошлины (англ. Electronic toll collection, ETC) — совокупность устройств для взимания оплаты проезда по платному участку дороги без остановки транспортного средства.
Пункты взимания пошлины представляют собой ворота, устанавливаемые у въездов на платные участки дороги и у выездов с них. Транспортное средство, проезжающее через ворота, должно быть оборудовано специальным идентификатором — чаще всего используются RFID-метки (транспондеры). Идентификатор размещается чаще всего под лобовым стеклом. Проезд через ворота может требовать снижения скорости (требования свои в каждой системе), но полная остановка не требуется.
Пункт взимания пошлины обычно также оборудован камерами, которые фотографируют номера транспортных средств, которые проехали пункт, не имея на себе идентификатора. Впоследствии эти фотографии используются для привлечения нарушителей к ответственности.
Фактическая оплата проезда может производиться либо путём предоплаты, либо путём выставления счёта владельцу транспортного средства. В последнем случае он должен заключить договор с компанией, обслуживающей дорогу. Например, в договоре может быть разрешено списывать средства со счёта банковской карты.
Такие системы обладают преимуществом перед системами, где водители должны оплачивать проезд наличными деньгами, поскольку
- не требуется полная остановка транспортного средства,
- взимание оплаты происходит мгновенно,
- не требуется готовить наличные деньги, не может быть проблем с отсутствием сдачи.

## История
В 1959 году лауреат Нобелевской премии по экономике Уильям Викри был первым, кто предложил систему электронного взимания платы за проезд в столичном районе Вашингтона. Он предложил, чтобы каждый автомобиль был оснащен транспондером: "Персонализированный сигнал транспондера будет приниматься, когда автомобиль проезжает перекресток, а затем передаваться на центральный компьютер, который рассчитает плату в соответствии с пересечением и временем суток и добавит ее в счет автомобиля". В 1960-х и 1970-х годах бесплатный проезд был протестирован с помощью фиксированных транспондеров на нижней стороне транспортных средств и считывателей, которые были расположены под поверхностью шоссе. Современные платные транспондеры обычно устанавливаются под лобовым стеклом, со считывателями, расположенными на потолочных порталах.
Италия стала первой страной в мире, которая в 1989 году полностью внедрила систему ETC на автомагистралях в национальном масштабе. Telepass, фирменное наименование ETC, принадлежащее компании Autostrade S.p.A., ныне Autostrade в Италии, было разработано доктором Энгом Пьерлуиджи Чезери и доктором Энгом. Марио Алвизи и включал полную оперативную классификацию транспортных средств в режиме реального времени и обеспечение соблюдения с помощью камер, соединенных с PRA (Публичным реестром автомобилей) через сеть из более чем 3000 км оптических волокон. Telepass ввел концепцию функциональной совместимости ETC, поскольку объединил 24 различных оператора итальянских автомагистралей, позволяя пользователям путешествовать между различными концессионными районами и оплачивать только в конце поездки. Инженер Марио Алвизи считается отцом ETC на автомагистралях, потому что он не только совместно разработал Telepass, но и смог сделать его первой стандартизированной операционной системой ETC в мире в качестве европейского стандарта в 1996 году. Он выступал в качестве консультанта по развертыванию ETC во многих странах, включая Японию, Соединенные Штаты, Бразилию. В Японии в 2001 году на всех скоростных автомагистралях с контролируемым доступом была построена только система ETC. 
Норвегия стала мировым пионером в широком внедрении этой технологии. ETC был впервые представлен в Бергене в 1986 году, работая вместе с традиционными пунктами взимания платы. В 1991 году в Тронхейме впервые в мире была применена полностью автономная полноскоростная электронная система взимания платы за проезд. В Норвегии в настоящее время насчитывается 25 платных дорог, работающих с электронным сбором платежей (EFC). В 1995 году Португалия стала первой страной, применившей единую универсальную систему для всех сборов в стране, Via Verde, которую также можно использовать на автостоянках и заправочных станциях. Соединенные Штаты - еще одна страна с широким использованием ETC в нескольких штатах, хотя многие платные дороги США поддерживают возможность ручного сбора.

## Обзор
Взимание платы осуществляется с помощью комбинации камеры, которая делает снимок автомобиля, и компьютера с радиочастотным ключом, который ищет транспондер, установленный на стекле / бампере транспортного средства, для проверки и сбора оплаты. Система отправляет уведомление и штраф автомобилям, которые проезжают без активной учетной записи или оплаты проезда.
Факторы, препятствующие полноскоростному электронному сбору, включают очереди на ручных полосах движения и беспорядочные схемы движения, поскольку автомобили с электронным и ручным сбором "сортируются" по соответствующим полосам движения; проблемы с преследованием уклоняющихся от уплаты сборов; необходимость, по крайней мере в некоторых существующих (барьерных) системах, ограничивать транспортные средства в полосах движения, взаимодействуя с устройствами сбора, и опасность высокоскоростных столкновений с ограждающими конструкциями; опасность транспортных средств для сотрудников, взимающих плату, присутствующая в некоторых зонах электронного сбора; тот факт, что в некоторых районах иногда образуются длинные очереди даже для проезда по полосам электронного сбора; а также затраты и другие проблемы, возникающие при модернизации существующих объектов сбора платы за проезд. 
Даже если длина линий в электронных полосах одинакова, как и в ручных, электронные сборы экономят время зарегистрированных автомобилей: исключение остановки у окна или автомата для взимания платы между последовательными автомобилями, проходящими мимо машины для сбора, означает, что отрезок их пути фиксированной длины проходит с более высокой средней скоростью и за меньшее время. Это, по крайней мере, психологическое улучшение, даже если длина линий на автоматических полосах достаточна, чтобы сделать экономию без остановки для оплаты незначительной по сравнению с временем, все еще потерянным из-за ожидания в очереди для прохождения платных ворот. Платные площади, как правило, шире, чем остальная часть шоссе; уменьшение потребности в них позволяет разместить платные дороги в узких коридорах. 
Несмотря на эти ограничения, если задержка на платных воротах будет уменьшена, платная будка сможет обслуживать больше транспортных средств в час. Чем больше пропускная способность любой платной полосы, тем меньше полос требуется, поэтому затраты на строительство могут быть снижены. В частности, у органов, взимающих плату за проезд, есть стимулы противостоять давлению, направленному на ограничение доли электронных полос движения, с тем чтобы ограничить длину линий с ручным управлением. В краткосрочной перспективе, чем больше доля автоматизированных полос движения, тем ниже стоимость эксплуатации (после амортизации капитальных затрат на автоматизацию). В долгосрочной перспективе, чем больше относительное преимущество, которое дает регистрация и превращение своего транспортного средства в транспортное средство с электронным сбором, тем быстрее автомобили будут переведены с использования ручного сбора на использование электронного сбора, и, следовательно, меньшее количество автомобилей с ручным сбором снизит среднюю скорость и, следовательно, пропускную способность. 
В некоторых странах некоторые платные агентства, использующие аналогичную технологию, создали (или создают) механизмы взаимности, которые позволяют управлять транспортным средством по платной дороге другого оператора, при этом плата за проезд взимается со счета водителя для оплаты платы за проезд у их домашнего оператора. Примером может служить тег E-ZPass Соединенных Штатов, который принимается на платных дорогах, мостах и туннелях в пятнадцати штатах от Иллинойса до Мэна. 
В Австралии есть ряд организаций, которые предоставляют метки, которые можно использовать на платных дорогах. Они включают в себя транспорт для Нового Южного Уэльса, Роуминг и электронный проезд. Плата за проезд списывается со счета клиента у поставщика тегов. Некоторые операторы платных дорог, в том числе туннель Сидней–Харбор в Сиднее, туннель Лейн–Коув и Westlink M7, мельбурнские CityLink и Eastlink, а также автомагистраль Gateway в Брисбене, поощряют использование таких меток и взимают дополнительную плату за сопоставление транспортных средств с транспортными средствами без метки.
Аналогичное устройство во Франции, называемое Liber-T для легких транспортных средств и TIS-PL для грузовых автомобилей, принимается на всех платных дорогах страны.
В Бразилии система Sem Parar/Via-Fácil позволяет клиентам оплачивать проезд по более чем 1000 полосам движения в штатах Сан-Паулу, Парана, Риу-Гранди-ду-Сул, Санта-Катарина, Баия и Рио-де-Жанейро. Sem Parar /Via-Fácil также позволяет пользователям входить и выходить из более чем 100 парковочных мест.
Европейский союз издал директиву EFC, которая пытается стандартизировать европейские системы взимания платы за проезд. Системы, развернутые после 1 января 2007 года, должны поддерживать по крайней мере одну из следующих технологий: спутниковое позиционирование, мобильную связь с использованием стандарта GSM-GPRS или микроволновой технологии 5,8 ГГц. 
С 2015 года правительство Норвегии требует, чтобы коммерческие грузовики весом более 3,5 тонн на своих дорогах имели транспондер и действительную подписку на дорожную плату. До этого постановления две трети иностранных грузовиков не платили дорожные сборы. 